# 伊朗駐黎巴嫩大使館爆炸案
伊朗駐黎巴嫩大使館爆炸案在2013年11月19日發生於黎巴嫩貝魯特，爆炸造成23人死亡，146人受傷。

## 背景
在敘利亞內戰中，伊朗政府與真主黨支持阿拉維派的政府軍，而叛軍多為遜尼派。該爆炸案發生在貝魯特的Bir Hassan，該地為真主黨的勢力範圍。遜尼派的組織Abdullah Azzam Brigades宣稱爆炸案為該組織所為。分析家認為該起爆炸案與敘利亞政府軍與叛軍在大馬士革南方的Qalamoun的交戰有直接關聯。

## 事件經過
2013年11月19日當地時間早上將近10:00時，位於貝魯特的伊朗駐黎巴嫩大使館外發生兩起自殺炸彈爆炸事件。第一起爆炸在大使館正面前發生，炸壞大使館大門，數分鐘後在兩棟建築物的距離外又發生第二起爆炸。兩起爆炸造成23人死亡，146人受傷。死者包括一名伊朗文化參贊Ebrahim Ansari。伊朗駐黎巴嫩大使Ghazanfar Roknabadi則無恙。一個名為Abdullah Azzam Brigades的組織宣稱爆炸案為該組織所為。